# 曹翊
曹翊（?—879年），名七伯。唐朝軍事人物。
曹全晸之子，曹翔之兄，早年登第，领陇州牧。乾符六年（879年）黄巢渡江，转战饶、信、宣、歙、杭等州。曹翊领兵追击，及歙县篁墩，陷入黄巢埋伏的包围圈中，力战阵亡。赠东岩大将，谥忠烈，葬於篁墩北山下。曹翊陣亡後，曹翔次子曹遇過繼給曹翊為嗣。